# Araneus galero
Araneus galero là một loài nhện trong họ Araneidae.
Loài này thuộc chi Araneus. Araneus galero được Herbert Walter Levi miêu tả năm 1991.